# Musaranya ratolí del mont Kenya
La musaranya ratolí del mont Kenya (Surdisorex polulus) és una espècie de mamífer de la família de les musaranyes (Soricidae) endèmica de Kenya i el seu hàbitat natural són els herbassars de gran altitud tropicals o subtropicals. Es troba amenaçada per la pèrdua d'hàbitat.